# Narodowy Uniwersytet Politechniczny Armenii
Narodowy Uniwersytet Politechniczny Armenii (orm. Հայաստանի ազգային պոլիտեխնիկական համալսարան) – ormiańska publiczna szkoła wyższa, zlokalizowana w Erywaniu.

## Historia
Uczelnia została założona w 1933 roku jako Instytut Politechniczny Karola Marxa w Erywaniu. Naukę rozpoczęło wówczas 107 studentów, którzy mogli kształcić się na dwóch wydziałach: budownictwa i chemii przemysłowej. W latach 80. XX wieku na uczelni ksztłciło się ok. 25 tys. studentów. W 1991 roku, po uzyskaniu niepodległości przez Armenię, szkoła została przemianowana na Państwowy Uniwersytet Inżynieryjny Armenii, a 13 listopada 2014 uzyskał obecną nazwę - Narodowy Uniwersytet Politechniczny Armenii.

## Struktura organizacyjna
Główna siedziba uczelni znajduje się w Erywaniu, ale ma ona kampusy również w Giumri, Wanadzorze i Kapanie. W ramach uczelni funkcjonują następujące jednostki:
- Wydział Matematyki Stosowanej
- Wydział Kształcenia Korespondencyjnego
- Instytut Energetyki i Elektrotechniki
- Instytut Informatyki, Technologii Komunikacyjnych i Elektroniki
- Instytut Inzynierii Mechanicznej, Budowy Maszyn, Systemów transportowych i Projektowania
- Instytut Górnictwa, Metalurgii i Technologii Chemicznej